# Kevin McHale
Pour l'acteur du même nom, voir Kevin McHale (acteur). Pour les autres personnes portant ce patronyme, voir McHale.
Kevin Edward McHale (né le 19 décembre 1957 à Hibbing, Minnesota) est un joueur américain de basket-ball évoluant au poste d'ailier fort. Il a été élu parmi les meilleurs joueurs du cinquantenaire de la NBA. Il est l'entraîneur des Rockets de Houston de 2011 à 2015.
Aux Celtics, McHale forme avec Larry Bird et Robert Parish ce qui est considéré comme le meilleur ensemble d'intérieurs de l'histoire du basket-ball. Les Celtics sont devenus champions en 1981, 1984 et 1986 et la rivalité entre les Celtics de Boston et les Lakers de Los Angeles est restée dans l'histoire du sport.

## Biographie

### Jeunesse
McHale est élevé dans une famille croato-irlandaise juive à Hibbing dans le Minnesota où il est lycéen. Il y est membre de l'équipe victorieuse du championnat AA Minnesota State Championship de 1976 et est nommé Mr. Basketball de l'État.

### Vie privée
Kevin McHale se marie le 30 juin 1982 avec Lynn. Ils ont cinq enfants : Kristyn, Michael, Joseph, Alexandra et Thomas.
En 1990 puis en 1991, il apparaît, en jouant son propre rôle, dans la série télévisée américaine Cheers.

## Carrière

### Universitaire
McHale du haut de ses 2,09 m joue pivot pour les Golden Gophers de l'université du Minnesota (championnat universitaire) de 1976 à 1980, avec des moyennes de 15,2 points et 8,5 rebonds par match.
Il est nommé dans la All-Big Ten en 1979 et 1980.
En 1995, pour coïncider avec le 100e anniversaire de l'université du Minnesota, il est choisi comme le meilleur joueur de l'histoire de basket-ball masculine de l'université du Minnesota. Il reste en 2005 avec le deuxième total historique en termes de points (1704, 15,2 de moyenne) et de rebonds (950, 8,5 de moyenne) de Minnesota.
En 1979, il remporte une médaille d'or aux Jeux panaméricains à San Juan avec la sélection américaine.

### Draft 1980
L'arrivée de Kevin McHale à Boston est une longue affaire de tractations et d'échanges entre plusieurs franchises. Le 9 juin 1980, les Warriors de Golden State ont acquis le premier et le treizième choix de la draft du lendemain des Celtics de Boston en échange de Robert Parish et du troisième choix de la draft. Auparavant, les Celtics ont fait l'acquisition de deux choix de premier tour le 6 septembre 1979 des Pistons de Détroit en échange de Bob McAdoo. Cette transaction a été organisée à titre de compensation lorsque les Celtics ont fait signer M. L. Carr le 24 juillet 1979. Mais auparavant, le 12 juillet 1979, les Pistons avaient acquis pour 1980 et 1982 les choix de premier tour des Bullets de Washington à titre de compensation pour la signature de Kevin Porter en tant qu'agent libre. Les Warriors ont utilisé leurs choix en sélectionnant Joe Barry Carroll et Rickey Brown. Les Celtics ont utilisé le leur pour la sélection de Kevin McHale.

### Carrière NBA

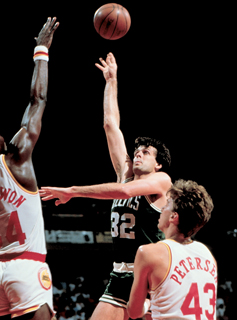
Kevin McHale avec Hakeem Olajuwon et Jim Petersen lors des Finales NBA 1986 à Houston

McHale a connu un début difficile à Boston car il voulait un gros contrat, menaçant même de jouer en Italie, avant de signer un contrat de trois ans avec les Celtics. Avec Larry Bird et Cedric Maxwell à l'avant, McHale a un impact immédiat et est nommé à l'équipe de la NBA All-Rookie First Team pour la saison 1980-1981. Boston a terminé avec le meilleur bilan de la NBA cette année-là avec 60 victoires pour 22 défaites.
En séries éliminatoires, les Celtics balayent les Bulls de Chicago au premier tour (4-0). Dans la finale de la Conférence Est, les Celtics sont menés 3-1 dans la série contre les 76ers de Philadelphie. Mais Boston remporte les trois derniers matchs de la série, y compris le match 6 à Philadelphie. McHale contribue à sauver le match 6 en bloquant Andrew Toney et prenant le rebond avec 16 secondes à jouer pour protéger l'avance des Celtics d'un point. Dans la série de finales, Boston bat les Rockets de Houston en six matchs pour remporter un quatorzième titre.
Les Celtics ne se qualifient pas pour les finales NBA pour les deux saisons suivantes. Philadelphie les bat lors de la finale de Conférence Est 1982, lors du septième match au Boston Garden. En demi-finale de 1983 de la Conférence Est, les Celtics sont balayés par les Bucks de Milwaukee, conduisant au licenciement de l'entraîneur Bill Fitch.
À la fin de cette saison 1982-1983 le contrat de McHale avec les Celtics arrive à expiration, et les Knicks de New York lui font signer une offre de contrat. Red Auerbach riposte en faisant pré-signer des offres de contrat à trois des meilleurs joueurs agents libres des Knicks de New York. Finalement les Knicks choisissent de faire resigner leurs joueurs et d'abandonner leur poursuite de McHale. McHale finalement resigne avec Boston pour un million de dollars par saison, devenant ainsi le quatrième joueur le mieux payé de la NBA.
McHale a remporté le premier de ses prix de NBA de sixième homme et Boston remporte la ligue avec un bilan de 62 victoires lors de la saison 1983-1984. Dirigé par un nouvel entraîneur, l'ancien joueur des Celtics K. C. Jones, Boston est également renforcé par l'acquisition du meneur Dennis Johnson des Suns de Phoenix.
Après avoir survécu à une dure bataille de sept matchs en demi-finale avec les Knicks, les Celtics se vengent de leur défaite en séries éliminatoires la saison précédente à Milwaukee lors de la finale de la Conférence Est. Boston se qualifie face aux Lakers de Los Angeles en Finale NBA.
Dans le match 4 de la finale, McHale commet une grosse faute contre Kurt Rambis, se jetant violemment à la gorge de celui-ci. Cette action musclée déclenche une bagarre au niveau du banc. Boston gagne le match en prolongation et égalise dans la série à deux matchs partout. Ils gagnent en sept matchs et remportent le quinzième championnat pour la franchise.
Aux Celtics, McHale forme avec Larry Bird et Robert Parish ce qui est considéré comme le meilleur ensemble d'intérieurs de l'histoire du basket-ball. Les Celtics deviennent champions en 1981, 1984 et 1986 et leur rivalité avec les Lakers de Los Angeles reste dans l'histoire du sport.
Ses dernières saisons sont gâchées par des blessures au pied allant en s'aggravant et qui le forcent à prendre sa retraite sportive.

### Commentateur puis entraîneur

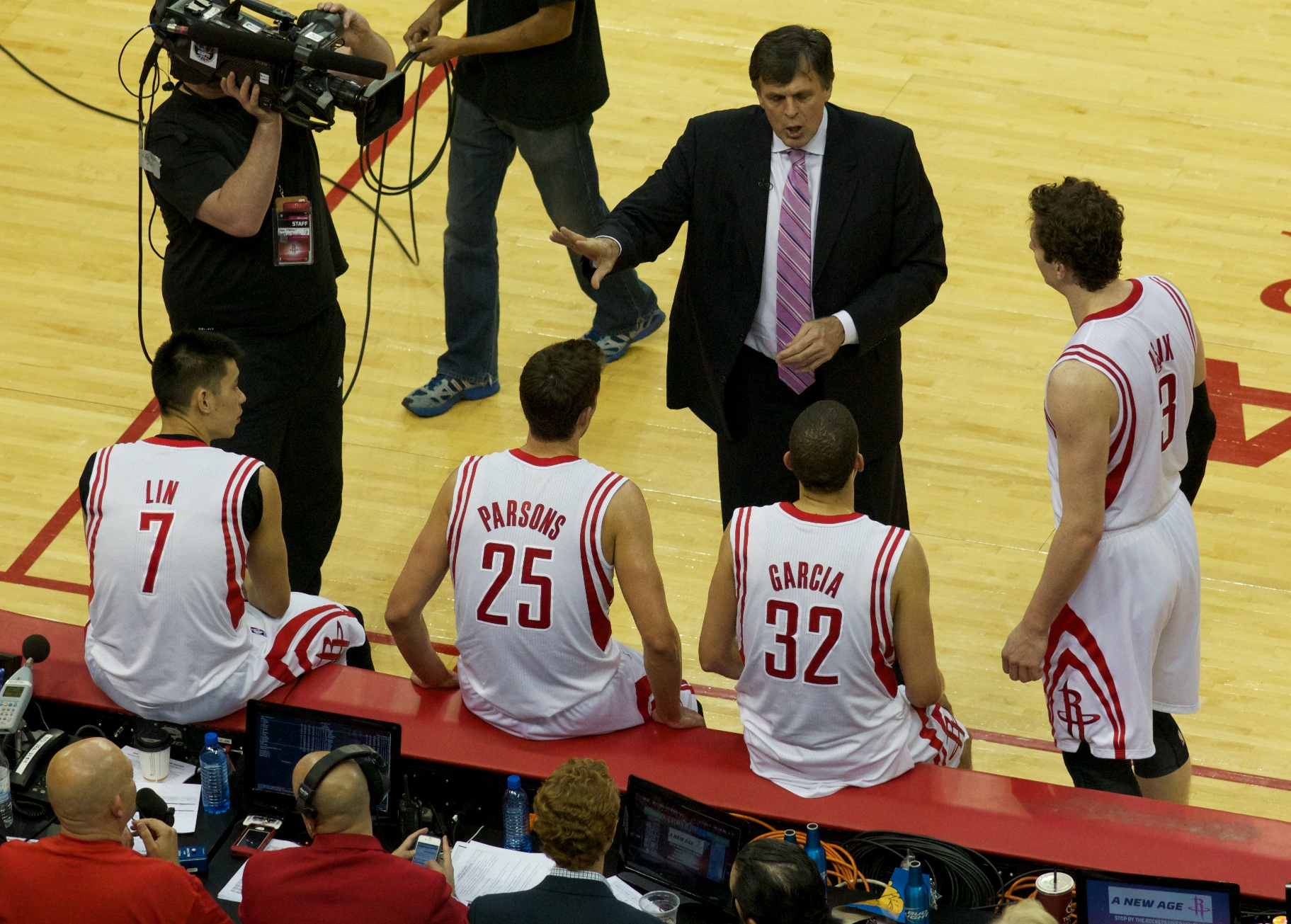
Kevin McHale avec les Rockets durant les playoffs NBA 2013.

Après sa retraite sportive, Kevin McHale rejoint la jeune franchise des Timberwolves du Minnesota comme commentateur télévisé et assistant spécial en 1993. À l'été 1994, le nouveau propriétaire des Wolves Glen Taylor le promeut General-Manager assistant. Il continue à commenter les rencontres et à travailler dans l'exécutif de la franchise jusqu'en 1995 où il succède à Jack McCloskey comme vice-président chargé des opérations basket-ball. Le 12 février 2005, les Timberwolves déchargent Flip Saunders de ses fonctions d'entraîneur et annoncent que McHale assurera la charge pour la fin de saison. Il obtient des résultats honnêtes (19 victoires pour 12 défaites), mais il décide que telle n'est pas sa voie et embauche Dwane Casey pour la saison suivante.
Le 31 mai 2011, McHale signe un contrat d'entraîneur sur une durée de trois saisons avec les Rockets de Houston.
Le 15 janvier 2015, il remporte sa 200e victoire en tant qu'entraîneur lors de la victoire des Rockets 112 à 101 contre le Thunder d'Oklahoma City.

## Récompenses
Il aide à révolutionner la notion de sixième homme. McHale remporte le NBA Sixth Man Award en 1984 et 1985, et il est le premier des cinq joueurs à avoir reçu deux fois ce prix avec Ricky Pierce, Detlef Schrempf Jamal Crawford et Lou Williams
. Il est sélectionné dans la All-NBA First Team en 1987 dans une fabuleuse équipe composée de Larry Bird, Hakeem Olajuwon, Magic Johnson et Michael Jordan. Il est élu six fois dans la NBA All-Defensive Team (3 fois dans la première : 1986, 1987 et 1988 et 3 fois dans la seconde : 1983, 1989, 1990) et sept fois encore au NBA All-Star Game de 1984, puis consécutivement de 1986 à 1991.

## Statistiques
gras = ses meilleures performances

### Universitaires
Statistiques en université de Kevin McHale
| Saison    | Équipe    | Matchs | Titul. | Min./m | % Tir | % 3pts | % LF | Rbds/m. | Pass/m. | Int/m. | Ctr/m. | Pts/m. |
| --------- | --------- | ------ | ------ | ------ | ----- | ------ | ---- | ------- | ------- | ------ | ------ | ------ |
| 1976-1977 | Minnesota | 27     | —      | —      | 55,2  | —      | 75,3 | 8,1     | 1,4     | —      | —      | 12,0   |
| 1977-1978 | Minnesota | 26     | —      | —      | 59,1  | —      | 70,1 | 7,4     | 1,6     | 0,4    | —      | 13,1   |
| 1978-1979 | Minnesota | 27     | —      | —      | 51,7  | —      | 82,3 | 9,6     | 1,2     | —      | —      | 17,9   |
| 1979-1980 | Minnesota | 32     | —      | 36,0   | 56,7  | —      | 79,4 | 8,8     | 1,8     | 0,4    | —      | 17,4   |
| Carrière  | Carrière  | 112    | —      | 36,0   | 55,3  | —      | 77,3 | 8,5     | 1,5     | 0,4    | —      | 15,2   |

### Professionnelles

#### Saison régulière
Légende :
| Champion NBA | Sixième homme de la saison | Meilleur joueur de cette catégorie statistique de la saison |

gras = ses meilleures performances
Statistiques en saison régulière de Kevin McHale
| Saison        | Équipe        | Matchs | Titul. | Min./m | % Tir | % 3pts | % LF | Rbds/m. | Pass/m. | Int/m. | Ctr/m. | Pts/m. |
| ------------- | ------------- | ------ | ------ | ------ | ----- | ------ | ---- | ------- | ------- | ------ | ------ | ------ |
| 1980-1981     | Boston        | 82     | 1      | 20,1   | 53,3  | 0,0    | 67,9 | 4,4     | 0,7     | 0,3    | 1,8    | 10,0   |
| 1981-1982     | Boston        | 82     | 33     | 28,4   | 53,1  | —      | 75,4 | 6,8     | 1,1     | 0,4    | 2,3    | 13,6   |
| 1982-1983     | Boston        | 82     | 13     | 28,6   | 54,1  | 0,0    | 71,7 | 6,7     | 1,3     | 0,4    | 2,3    | 14,1   |
| 1983-1984     | Boston        | 82     | 10     | 31,4   | 55,6  | 33,3   | 76,5 | 7,4     | 1,3     | 0,3    | 1,5    | 18,4   |
| 1984-1985     | Boston        | 79     | 31     | 33,6   | 57,0  | 0,0    | 76,0 | 9,0     | 1,8     | 0,4    | 1,5    | 19,8   |
| 1985-1986     | Boston        | 68     | 62     | 35,3   | 57,4  | —      | 77,6 | 8,1     | 2,7     | 0,4    | 2,0    | 21,3   |
| 1986-1987     | Boston        | 77     | 77     | 39,7   | 60,4  | 0,0    | 83,6 | 9,9     | 2,6     | 0,5    | 2,2    | 26,1   |
| 1987-1988     | Boston        | 64     | 63     | 37,3   | 60,4  | —      | 79,7 | 8,4     | 2,7     | 0,4    | 1,4    | 22,6   |
| 1988-1989     | Boston        | 78     | 74     | 36,9   | 54,6  | 0,0    | 81,8 | 8,2     | 2,2     | 0,3    | 1,2    | 22,5   |
| 1989-1990     | Boston        | 82     | 25     | 33,2   | 54,9  | 33,3   | 89,3 | 8,3     | 2,1     | 0,4    | 1,9    | 20,9   |
| 1990-1991     | Boston        | 68     | 10     | 30,4   | 55,3  | 40,5   | 82,9 | 7,1     | 1,9     | 0,4    | 2,1    | 18,4   |
| 1991-1992     | Boston        | 56     | 1      | 25,0   | 50,9  | 0,0    | 82,2 | 5,9     | 1,5     | 0,2    | 1,1    | 13,9   |
| 1992-1993     | Boston        | 71     | 0      | 23,3   | 45,9  | 11,1   | 84,1 | 5,0     | 1,0     | 0,2    | 0,8    | 10,7   |
| Carrière      | Carrière      | 971    | 400    | 31,0   | 55,4  | 26,1   | 79,8 | 7,3     | 1,7     | 0,4    | 1,7    | 17,9   |
| All-Star Game | All-Star Game | 7      | 0      | 17,9   | 50,0  | 50,0   | 85,7 | 5,3     | 1,1     | 0,1    | 1,7    | 8,7    |

#### Playoffs
Légende :
| Champion NBA | Meilleur joueur de cette catégorie statistique de la saison |

Statistiques en playoffs de Kevin McHale
| Saison   | Équipe   | Matchs | Titul. | Min./m | % Tir | % 3pts | % LF | Rbds/m. | Pass/m. | Int/m. | Ctr/m. | Pts/m. |
| -------- | -------- | ------ | ------ | ------ | ----- | ------ | ---- | ------- | ------- | ------ | ------ | ------ |
| 1981     | Boston   | 17     | 0      | 17,4   | 54,0  | —      | 63,9 | 3,5     | 0,8     | 0,2    | 1,5    | 8,5    |
| 1982     | Boston   | 12     | 0      | 28,7   | 57,5  | —      | 75,5 | 7,1     | 0,9     | 0,4    | 2,3    | 16,2   |
| 1983     | Boston   | 7      | 1      | 25,3   | 54,8  | 0,0    | 55,6 | 6,0     | 0,7     | 0,4    | 1,0    | 11,1   |
| 1984     | Boston   | 23     | 0      | 30,5   | 50,4  | 0,0    | 77,7 | 6,2     | 1,2     | 0,1    | 1,5    | 14,8   |
| 1985     | Boston   | 21     | 21     | 39,9   | 56,8  | —      | 80,7 | 9,9     | 1,5     | 0,6    | 2,2    | 22,1   |
| 1986     | Boston   | 18     | 18     | 39,7   | 57,9  | 0,0    | 79,4 | 8,6     | 2,7     | 0,4    | 2,4    | 24,9   |
| 1987     | Boston   | 21     | 19     | 39,4   | 58,4  | —      | 76,2 | 9,2     | 1,9     | 0,3    | 1,4    | 21,1   |
| 1988     | Boston   | 17     | 17     | 42,1   | 60,3  | 100,0  | 83,9 | 8,0     | 2,4     | 0,4    | 1,8    | 25,4   |
| 1989     | Boston   | 3      | 3      | 38,3   | 48,8  | —      | 73,9 | 8,0     | 3,0     | 0,3    | 0,7    | 19,0   |
| 1990     | Boston   | 5      | 5      | 38,4   | 60,9  | 33,3   | 86,2 | 7,8     | 2,6     | 0,4    | 2,0    | 22,0   |
| 1991     | Boston   | 11     | 1      | 34,2   | 52,7  | 54,5   | 82,5 | 6,5     | 1,8     | 0,5    | 1,3    | 20,7   |
| 1992     | Boston   | 10     | 0      | 30,6   | 51,6  | 0,0    | 79,5 | 6,7     | 1,3     | 0,5    | 0,5    | 16,5   |
| 1993     | Boston   | 4      | 0      | 28,6   | 58,2  | 0,0    | 85,7 | 7,3     | 0,8     | 0,5    | 1,8    | 19,0   |
| Carrière | Carrière | 169    | 85     | 33,8   | 56,1  | 38,1   | 78,8 | 7,4     | 1,6     | 0,4    | 1,7    | 18,8   |

## Pour approfondir